# Макеевка (Луганская область)
Макеевка (укр. Макіївка) — село в Сватовском районе Луганской области Украины, административный центр Макеевского сельского совета.
Население по переписи 2001 года составляло 819 человек. На 2024 год в Макеевке не осталось ни одной живой души, последние два человека эвакуировались на Харьковщину. Почтовый индекс — 92911. Телефонный код — 6454. Занимает площадь 2,146 км². Код КОАТУУ — 4421682201.

## История
В ходе вторжения России на Украину 6 марта 2022 года подразделения ВС РФ оккупировали Макеевку.
5 октября 2022 года ВСУ освободили село.
Возвращено под контроль ВС РФ в конце сентября 2024 года.

## Местный совет
92911, Луганская обл., Сватовский р-н, с. Макеевка, ул. Ленина, 1 (укр.)